# NIN (tjednik)
Nedeljne informativne novine (skraćeno: NIN), srbijanski su tjednik koji izlazi u Beogradu od 1935. godine.

## Povijest
Prvi broj NIN-a izašao je u Beogradu 26. siječnja 1935. godine. Poslije 26 brojeva zabranjen je rujna 1935. godine. NIN je ponovno počeo izlaziti 7. siječnja 1951. godine u Beogradu, a 26. lipnja 2008. godine je izašao njegov jubilarni 3.000 broj. NIN: Nedeljne informativne novine, list za politička, društvena i kulturna pitanja pokrenula je 1935. skupina intelektualaca od kojih su mnogi bili članovi Komunističke partije Jugoslavije. U prvoj seriji Nedeljne informativne novine – NIN tiskane su latinicom.
Užu redakciju sačinjavali su Svetozar Popović i Vojislav Vučković koji su pred tadašnjim vlastima fingirali kao "vlasnici" odnosno, urednici tjednika. Veselin Masleša bio je odgovoran za list pred Komunističkom partijom Jugoslavije, a članovi kolegija bili su Jovan Popović, Oto Krstanović, Božidar Adžija. Oko NIN-a su se okupili Đorđe Andrejević Kun, Čedomir Minderović, Oto Bihali Merin, Dušan Matić, Aleksandar Vučo, Hugo Klajn, Radovan Zogović, Mirko Kujačić, Mirko Banjević, Ljuba Popović, Noe Živanović, Dragan Beraković, Nikola Petrović, Đurđe Teodorović. Stvarna redakcija bila je u stanu Jovana Popovića u Beogradskoj ulici, službena, za vlasti, u Cvijićevoj ulici u Beogradu kod Svetislava Popovića. Od 26. siječnja 1935. do 7. kolovoza 1935. godine izašlo je 26 brojeva, a onda je policija Kraljevine Jugoslavije onemogućila daljnje izdavanje NIN-a.
Šesnaest godina poslije tiskanja prvog broja NIN- a skupina novinara Mladog boraca, omladinskog lista založila se za pokretanje novog lista i 7. siječnja 1951. godine, novi NIN je ponovno pokrenut. Novi NIN je nastao u nacionaliziranoj sobi za spavanje bivšeg vlasnika beogradskog dnevnog lista Pravda, Manojla Sokića u Vlajkovićevoj ulici br. 8, na prvom katu, u stanu pretvorenom u redakciju. To je tada pripadalo Nakladničkom poduzeću Glas. NIN-ovom imenu kumovao je Moša Pijade. Po izrazu, NIN je u to vrijeme bio takozvani opinien magazin – list u kome su dominirali komentari i reportaže.
U tom razdoblju okosnicu redakcije sačinjavali su Stevan Majstorović, Najdan Pašić, Era Ratković, Tika Lešić, Miša Habul i drugi. Poslije razdoblja neovisnog djelovanja, NIN 1958. godine ulazi u novinsko-nakladničku kuću Politika. Na njusmagazinsku formulu i na kolorno tiskanje NIN je prešao 4. travnja 1971. godine. Idejni tvorac i realizator te promjene je Frane Barbijeri, tadašnji glavni i odgovorni urednik i Sergije Lukač, osnivač katedre za novinarstvo na Fakultetu političkih znanosti Sveučilišta u Beogradu. NIN od tada njeguje žurnalističku sintezu, a od novinarskih formi najviše koristi članak, u izvjesnoj mjeri je zadržana i komentatorska, opinion forma.
Zbog obračuna Saveza komunista Jugoslavije sa srpskim liberalima Barbijeri je smijenjen, ali je njusmagazinska formula zadržana. Poslije kraće krize između 1973. i 1975. godine u razdoblju kada je glavni urednik bio Dragan Marković u NIN je došla nova generacija novinara: Bogdan Tirnanić, Mirko Klarin, Stevan Nikšić, Milan Milošević, Teodor Anđelić, Aleksandar Tijanić, Slobodanka Ast, Zoran Jeličić, Dušan Veličković. U tom razbolju NIN je imao najveću nakladu u svojoj povijesti koja je 1981. godine dostizala 180.000 prodatih primjeraka.
Poslije Osme sjednice CK SKJ u NIN-u je 1987. – 88. otvoren novi "partijski slučaj". Smjenjuje se tadašnji uređivački kolegij, a dvije godine kasnije iz njega izlazi skupina novinara koja sa skupinom beogradskih disidenata osniva redakciju tjednika Vreme. Godine 1992. u NIN-u izbija štrajk, poslije koga se on izdvaja iz Nakladničke kuće Politika 1995. godine i djeluje samostalno. Tijekom raspada Jugoslavije, Slobodan Milošević i njegovi pristalice bili su pretvorili NIN u jednu od medijskih kuća srpskog nacionalizma. Ožujka 2009. Novinsko-nakladničko poduzeće NIN prodato je za 810 tisuća eura kompaniji Ringier, koja posjeduje i list Blic.

## NIN-ova nagrada
U siječnju svake godine, specijalni žiri NIN-a bira najbolji roman objavljen u proteklih godinu dana i nagrađuje ga NIN-ovom nagradom, koja je jedno od najvećih priznanja u oblasti suvremene književnosti za autore iz Srbije.

## Vanjske poveznice
- Službena stranica (srp.)